# Schottwien

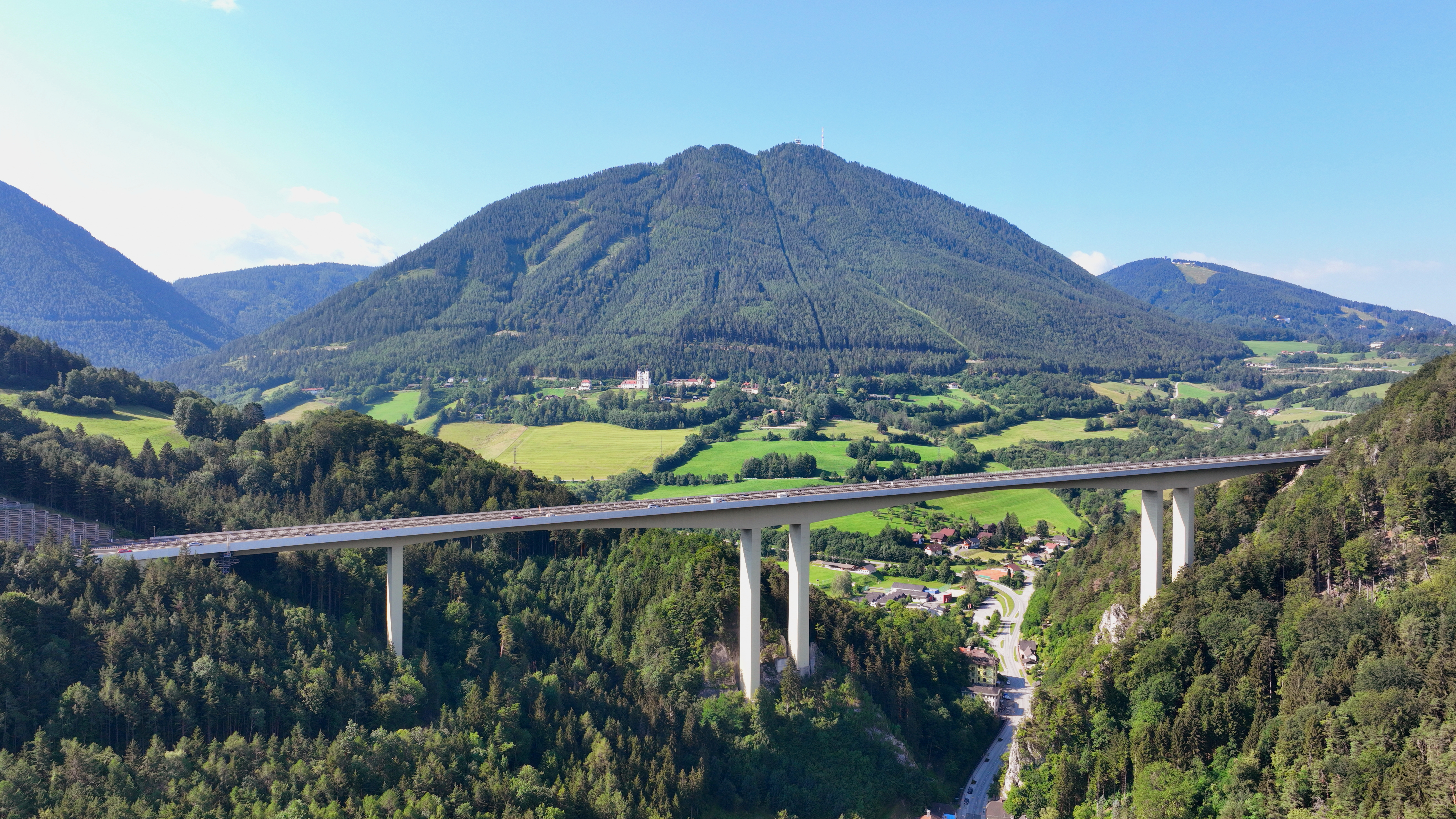

Schottwien est une commune autrichienne du district de Neunkirchen en Basse-Autriche.